# Haricot caracolle
Vigna caracalla
Pour les articles homonymes, voir Haricot (homonymie).
Espèce
Classification phylogénétique
Le haricot caracolle (Vigna caracalla) est une espèce de plantes à fleurs de la famille des Fabaceae. C'est une plante grimpante originaire des régions tropicales d'Amérique centrale et d'Amérique du Sud. Le nom spécifique caracalla est une corruption du mot portugais ou espagnol "caracol" (escargot), car les fleurs sont spiralées comme des coquilles d'escargot.

## Synonyme

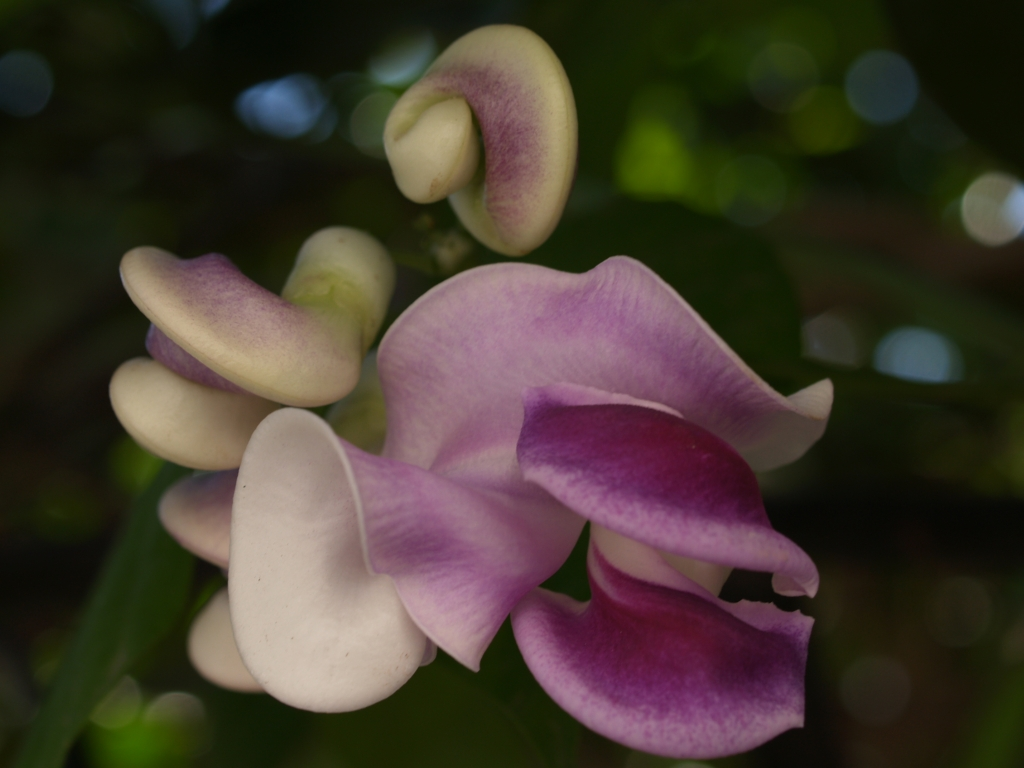
Vigna caracalla, fleur.

- Phaseolus caracalla L.